# خبر مهم و جالب
خبر مهم و جالب (انگلیسی: On the Front Page) یک فیلم کمدی صامت آمریکایی است که در سال ۱۹۲۶ منتشر شد.

## بازیگران
- استن لورل
- لیلیان ریچ
- تایلر بروک
- بول مونتانا
- لئو وایت
- ادگار دیرینگ
- رالف سدان
- ویلیام کورت‌رایت